# Офре, Андре
Андре Офре (фр. André Auffray; 2 августа 1884, Сомюр — 4 ноября 1953, Париж) — французский велогонщик, чемпион и бронзовый призёр летних Олимпийских игр 1908.
На Играх 1908 в Лондоне Офре соревновался в пяти дисциплинах. Он стал чемпионом в тандеме вместе с Морисом Шилем и бронзовым призёром в гонке на 5000 м. В заездах на 660 ярдов и в спринте он дошёл до полуфинала, а в командной гонке преследования его сборная остановилась на первом раунде.